# Márk Kleisz
Márk Kleisz (sinh 2 tháng 7 năm 1998) là một cầu thủ bóng đá Hungary thi đấu ở vị trí tiền vệ trung tâm cho Vasas SC.

## Sự nghiệp câu lạc bộ

### Vasas
Năm 2016, Kleisz được triệu tập cho đội một của Vasas SC. Ngày 17 tháng 7 năm 2016, Kleisz ra mắt ở Nemzeti Bajnokság I trước MTK Budapest, thay cho Martin Ádám ở phút thứ 86.

## Thống kê sự nghiệp câu lạc bộ
| Thành tích câu lạc bộ | Thành tích câu lạc bộ | Thành tích câu lạc bộ | Giải vô địch | Giải vô địch | Cúp         | Cúp         | Châu lục | Châu lục  | Tổng    | Tổng      |
| Mùa giải              | Câu lạc bộ            | Giải vô địch          | Số trận      | Bàn thắng    | Số trận     | Bàn thắng   | Số trận  | Bàn thắng | Số trận | Bàn thắng |
| Hungary               | Hungary               | Hungary               | Giải vô địch | Giải vô địch | Magyar Kupa | Magyar Kupa | Châu Âu  | Châu Âu   | Tổng    | Tổng      |
| --------------------- | --------------------- | --------------------- | ------------ | ------------ | ----------- | ----------- | -------- | --------- | ------- | --------- |
| 2016–17               | Vasas SC              | Nemzeti Bajnokság I   | 8            | 0            | 0           | 0           | —        | —         | 8       | 0         |
| Tổng                  | Hungary               | Hungary               | 8            | 0            | 0           | 0           | 0        | 0         | 8       | 0         |
| Tổng                  | Tổng cộng sự nghiệp   | Tổng cộng sự nghiệp   | 8            | 0            | 0           | 0           | 0        | 0         | 8       | 0         |